# Kopanice
Kopanice – wieś w Bośni i Hercegowinie, w Federacji Bośni i Hercegowiny, w kantonie posawskim, w gminie Orašje. W 2013 roku liczyła 768 mieszkańców, z czego większość stanowili Chorwaci.